# Wonderkoppies
Wonderkoppies è un centro abitato sudafricano situato nella municipalità distrettuale di Bojanala Platinum nella provincia del Nordovest.

## Geografia fisica
Il centro abitato sorge a circa 26 chilometri a ovest della città di Brits in un'area a forte vocazione mineraria.